# Estero
Estero ist ein Village im Lee County im US-Bundesstaat Florida. Das U.S. Census Bureau hat bei der Volkszählung 2020 eine Einwohnerzahl von 36.939 ermittelt.

## Geographie
Durch Estero führen die Interstate 75 sowie der Tamiami Trail (U.S. 41). Der CDP grenzt direkt nördlich an Bonita Springs und liegt rund 14 km südlich von Fort Myers. Miami liegt etwa 210 km und Tampa 220 km entfernt.

## Geschichte
1904 wurde durch die Atlantic Coast Line Railroad eine Bahnstrecke von Punta Gorda nach Fort Myers erbaut, die 1925 über Estero nach Bonita Springs und 1926 bis Naples verlängert wurde. Heute wird die Strecke von Arcadia über Punta Gorda und Fort Myers nach Naples von der Seminole Gulf Railway betrieben.

## Demographische Daten
Laut der Volkszählung 2010 verteilten sich die damaligen 22.612 Einwohner auf 18.479 Haushalte. Die Bevölkerungsdichte lag bei 434,8 Einw./km². 95,2 % der Bevölkerung bezeichneten sich als Weiße, 1,0 % als Afroamerikaner, 0,1 % als Indianer und 1,3 % als Asian Americans. 1,4 % gaben die Angehörigkeit zu einer anderen Ethnie und 0,9 % zu mehreren Ethnien an. 5,9 % der Bevölkerung bestand aus Hispanics oder Latinos.
Im Jahr 2010 lebten in 10,3 % aller Haushalte Kinder unter 18 Jahren sowie 54,7 % aller Haushalte Personen mit mindestens 65 Jahren. 66,5 % der Haushalte waren Familienhaushalte (bestehend aus verheirateten Paaren mit oder ohne Nachkommen bzw. einem Elternteil mit Nachkomme). Die durchschnittliche Größe eines Haushalts lag bei 2,01 Personen und die durchschnittliche Familiengröße bei 2,34 Personen.
10,6 % der Bevölkerung waren jünger als 20 Jahre, 15,1 % waren 20 bis 39 Jahre alt, 19,5 % waren 40 bis 59 Jahre alt und 54,7 % waren mindestens 60 Jahre alt. Das mittlere Alter betrug 62 Jahre. 48,0 % der Bevölkerung waren männlich und 52,0 % weiblich.
Das durchschnittliche Jahreseinkommen lag bei 62.031 $, dabei lebten 6,0 % der Bevölkerung unter der Armutsgrenze.
Im Jahr 2000 war Englisch die Muttersprache von 93,62 % der Bevölkerung, spanisch sprachen 3,13 % und 3,25 % hatten eine andere Muttersprache.

## Sehenswürdigkeiten
Am 4. Mai 1976 wurde der Koreshan Unity Settlement Historic District in das National Register of Historic Places eingetragen.

## Persönlichkeiten
- Jordan Burgess (* 1994), Volleyballspielerin
- Brandon Schultz (* 1996), Eishockeyspieler